# 泰坦 (第三季)
美國超級英雄類型的電視劇《泰坦》第三季於2021年8月12日在HBO Max上線，2021年10月21日完結，共13集。第三季由阿奇瓦·高斯曼、傑夫·強斯和葛瑞格·貝蘭提開創，三人與莎拉·謝赫特（Sarah Schechter）以及葛瑞格·沃克（Greg Walker）共同擔當執行監製，葛瑞格·沃克同時為節目統籌。布蘭頓·思懷茲、安娜·迪奧普、蒂根·卡芙特、瑞恩·波特、克蘭·華特斯、康娜·萊斯里、雀兒喜·張、約書亞·奧平（Joshua Orpin）、敏卡·凱利和阿倫·瑞奇森回歸主演，第二季客串演員達瑪莉絲·路易斯被提升為主演，新增莎凡娜·魏爾奇和文森特·卡塞瑟為主要演員。
2019年11月，在第二季完結之前，DC漫畫宣佈預訂第三季。受2019冠状病毒病疫情影響，拍攝工作被推遲至2020年10月，2021年6月殺青。

## 演員與角色

### 主要角色
- 布蘭頓·思懷茲 飾演 理查·「迪克」·格雷森／夜翼（Dick Grayson / Nightwing）：前馬戲表演者，在他的父母去世後，被蝙蝠俠布魯斯·韋恩收養與訓練，作為他的伙伴一起打擊犯罪。成年後是底特律警察局的偵探，他的目標是從他的導師的陰影中走出來，他也是泰坦的領袖[1]。

- 安娜·迪奧普（英语：Anna Diop） 飾演 寇莉安／寇莉·安德斯／俏嬌娃（Koriand'r / Kory Anders / Starfire）：塔瑪蘭星球的公主，一個力量強大的外星人，雖然失憶在地球上尋找記憶並與泰坦接觸[2]。

- 蒂根·卡芙特 飾演 瑞秋·羅斯／酷姬（Rachel Roth / Raven）：一個神秘卻令人同情的年輕女孩，是惡魔的女兒，她的力量受情緒驅動[3] 。

- 瑞恩·波特 飾演 加菲·「小加」·羅根／人皮獸（Garfield "Gar" Logan / Beast Boy）：一個具變身動物能力的青少年，該能力是治療致命疾病Sakutia的藥物的副作用。他是末日巡邏隊的前成員[4]。

- 克蘭·華特斯（英语：Curran Walters） 飾演 傑森·陶德／紅頭罩（Jason Todd / Red Hood）[5]

- 康娜·萊斯里（英语：Conor Leslie） 飾演 唐娜·／神力女孩（Donna Troy / Wonder Girl）：迪克的朋友，曾為神力女超人的搭檔，現在退出私刑者行列成為攝影記者[6]。

- 雀兒喜·張（英语：Chelsea Zhang） 飾演 蘿絲·威爾森／劫掠者（Rose Wilson / Ravager）：喪鐘的女兒，具有超反射能力以及自癒能力[7]。

- 約書亞·奧平（Joshua Orpin） 飾演 康納·肯特／超級小子（Conner Kent / Superboy）：具有鋼鐵之軀的青少年[8]。

- 敏卡·凱利 飾演 棠恩·格蘭傑／白鴿（英语：Dawn Granger）：一名策略性且具防御性，體態輕盈的私刑者，與其搭檔兼男友戰鷹共同打擊犯罪[9]。

- 阿倫·瑞奇森 飾演 漢克·哈爾／戰鷹（英语：Hank Hall）：一名具侵略性、冒犯性的彪形大漢，與其搭檔兼女友白鴿共同打擊犯罪[10]。

- 達瑪莉絲·路易斯（英语：Damaris Lewis） 飾演 寇曼德／熱情娃（英语：Blackfire (DC Comics)）：寇莉的姐姐，塔馬蘭星球現任女王[11]。

- 莎凡娜·魏爾奇（英语：Savannah Welch） 飾演 芭芭拉·高登／神諭（Barbara Gordon / Oracle）[12]

- 文森特·卡塞瑟 飾演 強納森·克萊恩／稻草人（Dr. Jonathan Crane / Scarecrow）[13]

### 客串角色
- 伊恩·格雷 飾演 布魯斯·韋恩／蝙蝠俠（Bruce Wayne / Batman）：高譚市富豪，曾是保衛高譚市的私刑者蝙蝠俠[14]。

## 集數
| 總集數 | 集數 | 標題 | 譯名         | 導演                | 編劇                             | 上線日期       | 製作 代碼 |
| ------ | ---- | ---- | ------------ | ------------------- | -------------------------------- | -------------- | --------- |
| 25     | 1    |      | 芭芭拉·高登  | 卡羅爾·班克         | 理查·哈特姆＆傑夫·強斯           | 2021年8月12日  | T13.22451 |
| 26     | 2    |      | 紅頭罩       | 卡羅爾·班克         | 湯姆·帕布斯特                    | 2021年8月12日  | T13.22452 |
| 27     | 3    |      | 漢克與白鴿   | 米利森特·謝爾頓     | 傑米·戈倫伯格                    | 2021年8月12日  | T13.22453 |
| 28     | 4    |      | 熱情娃       | 米利森特·謝爾頓     | 斯蒂芬妮·寇金斯                  | 2021年8月19日  | T13.22454 |
| 29     | 5    |      | 拉撒路       | 鮑里斯·莫斯沃夫斯基 | 布萊恩·愛德華·希爾               | 2021年8月26日  | T13.22455 |
| 30     | 6    |      | 維克夫人     | 尼克·戈麥茲         | 普拉蒂·斯利尼瓦桑＆約書亞·利維   | 2021年9月2日   | T13.22456 |
| 31     | 7    |      | 51%          | 尼克·戈麥茲         | 凱特·麥卡錫                      | 2021年9月9日   | T13.22457 |
| 32     | 8    |      | 家           | 拉內爾·斯托瓦爾     | 湯姆·帕布斯特                    | 2021年9月16日  | T13.22458 |
| 33     | 9    |      | 靈魂         | 鮑里斯·莫斯沃夫斯基 | 理查·哈特姆                      | 2021年9月23日  | T13.22459 |
| 34     | 10   |      | 渾水         | 拉內爾·斯托瓦爾     | 梅丽莎·布里德斯                  | 2021年9月30日  | T13.22460 |
| 35     | 11   |      | 危險就在屋裡 | 卡羅爾·班克         | 斯蒂芬妮·寇金斯                  | 2021年10月7日  | T13.22461 |
| 36     | 12   |      | 浪子         | 卡羅爾·班克         | 傑米·戈倫伯格&布萊恩·愛德華·希爾 | 2021年10月14日 | T13.22462 |
| 37     | 13   |      | 紫雨         | 查德·洛             | 理查·哈特姆&葛瑞·沃克            | 2021年10月21日 | T13.22463 |

## 製作

### 開發
2019年11月，在第二季完結之前，DC漫畫宣佈預訂第三季。2020年3月，受2019冠状病毒病疫情影響，製作組被迫延遲拍攝工作。
2020年8月，華納媒體宣佈包括《泰坦》在內的多部DC Universe的原創劇集移至HBO Max播出。第三季為本劇在HBO Max播出的首季。

### 劇本
2020年8月，節目統籌葛瑞格·沃克表示第三季將發生在高譚市，並引入紅頭罩、「稻草人」強納森·克萊恩和芭芭拉·高登。稍後消息透露，本季的背景原初仍設定為舊金山，由於拍攝延期至秋冬季節，故事背景轉至高譚市。9月，沃克表示唐娜·／神力女孩儘管在第二季中死去，仍將回歸第三季。

### 選角
布蘭頓·思懷茲、安娜·迪奧普、蒂根·卡芙特、瑞恩·波特、克蘭·華特斯、康娜·萊斯里、雀兒喜·張、約書亞·奧平（Joshua Orpin）、敏卡·凱利和阿倫·瑞奇森回歸主演，第二季客串演員達瑪莉絲·路易斯被提升為主演。
2020年4月，伊恩·格雷確定回歸客串出演布魯斯·韋恩。2021年1月，莎凡娜·魏爾奇確定出演芭芭拉·高登。4月，文森特·卡塞瑟確定出演「稻草人」強納森·克萊恩。

### 拍攝
受2019冠状病毒病疫情影響，第三季的主體拍攝工作被推遲至2020年10月13日，2021年6月15日殺青。

## 迴響
《泰坦》第三季收到多數影評人的好評。根据評論匯總网站爛番茄汇总的9篇评论文章，100%的评论家给予该作正面评价，使之獲得「認證新鮮」標識，平均打分为7.9分（满分10分）。

## 發行
《泰坦》第三季於2021年8月12日在HBO Max上線。

## 資料來源
1. ↑  Petski, Denise. . Deadline Hollywood. 2017-12-01  [2017-12-04]. （原始内容存档于2018-06-30） （英语）.
2. ↑  Andreeva, Nellie. . Deadline Hollywood. 2017-08-03  [2018-12-19]. （原始内容存档于2019-03-26） （英语）.
3. ↑  . DC Comics Blog. 2018-06-28  [2018-07-01]. （原始内容存档于2019-01-23） （英语）.
4. ↑  Andreeva, Nellie. . Deadline Hollywood. 2017-10-18  [2018-12-19]. （原始内容存档于2017-10-20） （英语）.
5. 1 2  Mitovich, Matt Webb. . TV Line. 2020-08-22  [2020-08-22]. （原始内容存档于2020-11-15） （美国英语）.
6. ↑  Ridgely, Charlie. . Comicbook.com. 2018-06-12  [2018-12-19]. （原始内容存档于2018-12-13） （英语）.
7. ↑  Robles, Mario-Francisco. . Revenge of the Fans. 2019-03-19  [2019-03-20]. （原始内容存档于2019-03-21） （美国英语）.
8. ↑  Burlingame, Russ. . Comicbook.com. 2019-02-27  [2019-02-27]. （原始内容存档于2019-02-27） （美国英语）.
9. ↑  Andreeva, Nellie. . Deadline Hollywood. 2017-09-07  [2018-12-19]. （原始内容存档于2018-09-23） （英语）.
10. ↑  Andreeva, Nellie. . Deadline Hollywood. 2017-09-07  [2018-12-19]. （原始内容存档于2018-10-27） （英语）.
11. 1 2  Mitovich, Matt Webb. . TVLine. 2019-12-02  [2019-12-04]. （原始内容存档于2020-11-15） （美国英语）.
12. 1 2  Otterson, Joe; Otterson, Joe. . Variety. 2021-01-19  [2021-01-19]. （原始内容存档于2021-01-19） （美国英语）.
13. 1 2  Baysinger, Tim. . TheWrap. 2021-04-28  [2021-04-28]. （原始内容存档于2021-04-30） （美国英语）.
14. 1 2  Perine, Aaron. . Comicbook.com. 2020-04-04  [2020-10-19]. （原始内容存档于2020-11-30） （美国英语）.
15. ↑  . The Futon Critic.   [2021-06-18]. （原始内容存档于2019-11-23） （美国英语）.
16. ↑  Freeman, Molly. . Screen Rant. 2019-11-11  [2019-11-11]. （原始内容存档于2019-11-11） （美国英语）.
17. ↑  Griffin, David. . IGN. 2019-11-11  [2019-11-11]. （原始内容存档于2019-11-11） （美国英语）.
18. ↑  Mancuso, Vinnie. . Collider. 2020-05-17  [2020-07-07]. （原始内容存档于2020-11-15） （美国英语）.
19. ↑  Mitovich, Matt Webb. . TV Line. 2020-08-14  [2020-08-23]. （原始内容存档于2020-11-15） （美国英语）.
20. ↑  Agard, Chancellor. . Entertainment Weekly. 2020-09-18  [2020-09-18]. （原始内容存档于2020-09-19） （美国英语）.
21. ↑  Lawrence, Gregory. . Collider. 2020-08-22  [2020-08-22]. （原始内容存档于2020-11-15） （美国英语）.
22. ↑  Kaya, Emre. . The Vulcan Reporter. 2020-09-04  [2020-09-04]. （原始内容存档于2020-09-16） （美国英语）.
23. ↑  Flook, Ray. . Bleeding Cool. 2020-09-12  [2020-09-15]. （原始内容存档于2020-09-16） （美国英语）.
24. ↑  Galanis, Evangelia. . Comic Book Resources. 2020-09-12  [2020-09-15]. （原始内容存档于2020-09-16） （美国英语）.
25. ↑  Kaya, Emre. . The Vulcan Reporter. 2020-09-12  [2020-09-12]. （原始内容存档于2020-10-28） （美国英语）.
26. ↑   (PDF). Director's Guild of Canada. 2020-10-07  [2020-10-17]. （原始内容存档 (PDF)于2020-10-08） （美国英语）.
27. ↑  Flook, Ray. . Bleeding Cool. 2021-06-15  [2021-06-16]. （原始内容存档于2021-06-29） （美国英语）.
28. ↑  . Rotten Tomatoes. Fandango Media.   [2021-08-12] （美国英语）.
29. ↑  . WarnerMedia (新闻稿). 2021-05-21  [2021-05-21]. （原始内容存档于2021-05-21） （美国英语）.
30. ↑  Outlaw, Kofi. . Comic Book Resources. 2021-06-17  [2021-06-17]. （原始内容存档于2021-11-01） （美国英语）.

## 外部連結
- 《《泰坦》》各集列表 来自互联网电影数据库